# إيجد
شركة إيجِد للنقل المحدودة (بالعبرية: אגד חברה לתחבורה בע"מ "إيچد حڤراه لتحڤوراه باعم") هي أكبر شركة مواصلات عامة في إسرائيل. حتى أواخر التسعينيات، كانت إيجد تقدم خدمات النقل العام في جميع أنحاء البلاد تقريبًا (باستثناء أجزاء من غوش دان وبئر السبع والناصرة) وكانت تتمتع باحتكار، لدرجة أنها وصلت إلى حصة سوق تبلغ حوالي 75% في ذروة فترة الاحتكار. ولكن بعد قرار حكومي صُدِرَ عام 1997 بفتح المجال أمام المنافسة، تراجعت حصة إيجد إلى 30% من إجمالي عدد المسافرين بالحافلات في إسرائيل.
في عام 2021، كان يعمل في الشركة حوالي 9,100 موظف؛ من بينهم حوالي 6,700 سائق، وكانت تملك حوالي 4,000 حافلة. بناءً على هذه البيانات لذلك العام؛ اُعتبرت إيجد خامس أكبر شركة حافلات في العالم. في عام 2018، قُدّر عدد المسافرين الّذين نقلتهم شركة إيجد بحوالي 900 ألف مسافر يوميًا.

## تاريخ

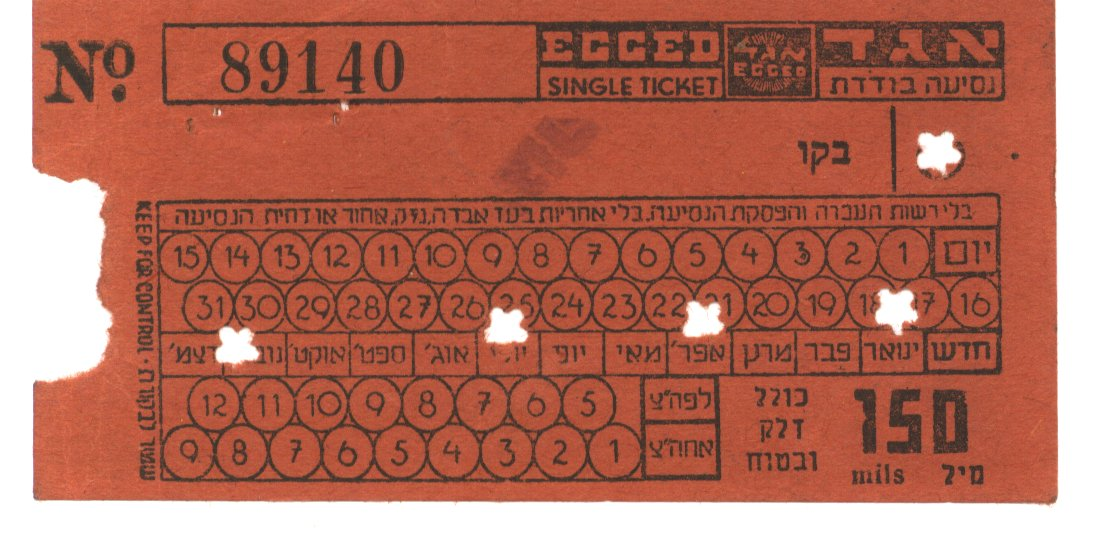
تذكرة سفر من إيجد على خط حيفا - العفولة من عام 1945.

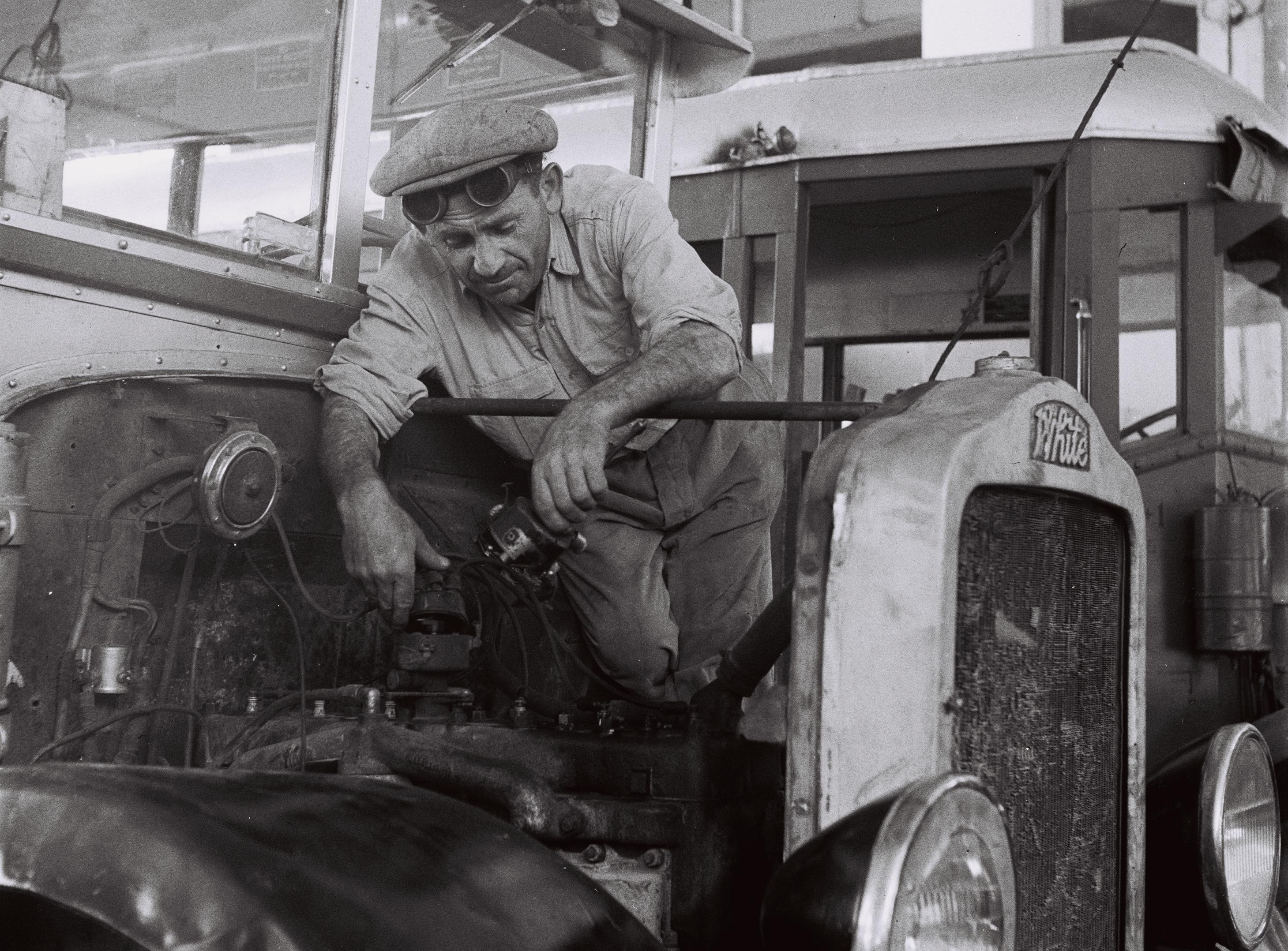
ميكانيكي في إيجد، 1947.

### الخلفية
بعد الحرب العالمية الأولى، قام عدد من الشباب اليهود من سكان فلسطين بشراء شاحنات من فائض الجيش البريطاني. قاموا بتركيب مقاعد في صناديق الشاحنات، مما حولها إلى حافلات لنقل الركاب مقابل أجر. كانت الطرق في ذلك الوقت وعرة، وكانت الرحلة محفوفة بالمخاطر الأمنية. قرر رواد الحافلات التعاون معًا مما سيساعدهم على التعامل مع الصعوبات بطريقة منظمة. في البداية اتّحدوا في مجموعات صغيرة، ثم تطورت لتصبح كيانات أكبر وأكثر تنظيمًا.

### التأسيس
تأسست "إيجد" باسمها الحالي في 1 يناير 1933 كجمعية تعاونية نتيجة اندماج أربع شركات نقل عام صغيرة من وسط البلاد هي: هَمَهِير، هِيچِي، كَدِيمَا، ورابطة السائقين "هِتْأَحْدُوت هَنَهَچِيم". اسم إيجد اقترحه الشاعر حاييم ناحمان بياليك. في تلك الفترة، ضمت إيجد نحو 963 عضوًا و20 عاملًا قاموا بتشغيل 338 حافلة على خطوط منتظمة بين القدس وتل أبيب وحيفا، بالإضافة إلى خطوط إلى سوريا ولبنان وشرق الأردن ومصر والعراق.
واصل سائقو إيجد عملهم المنتظم خلال أحداث الثورة الكبرى بالرغم من المخاطر الأمنية. خلال حرب الاستقلال الإسرائيلية شارك سائقو إيجد في القوافل التي نقلت الإمدادات والتعزيزات إلى القدس المحاصرة عبر باب الواد.

### الانتداب البريطاني
في 9 مايو 1939، دُمجت مع إيجد خدمة الحافلات المسماة "تسافون" بمعنى الشمال، والتي كان لديها 7 سائقين وكانت تدير خطًا من حيفا إلى طبريا عبر العفولة. وفي عام 1940، دمجت مع إيجد خدمة الحافلات المسماة "إكسبرس الجليل"، والتي كانت تدير خطوطًا من صفد إلى طبريا وحيفا. وفي نفس العام كان هناك 42 فرعًا لشركة إيجد في جميع أنحاء البلاد. في 27 مارس 1941، دمجت مع إيجد خدمة الحافلات المسماة "شيروت عيميك هيردين" بمعنى خدمة غور الأردن، والتي ضمت 5 سائقين وشغلت خطوطًا من غور الأردن إلى طبريا وحيفا. في عام 1942، دُمجت مع إيجد خدمة حافلات "يوسف راشيل" التي أدارت خطوطًا من طبريا إلى يفنيئيل والحمة. في 1 يوليو 1947 دُمجت مع إيجد "خدمة الحولة" التي كانت تدير خطوطًا بين المطلة وصفد وطبريا.

### بعد قيام إسرائيل
بعد تأسيس دولة إسرائيل مباشرة، اقترح أول وزير للنقل، دافيد ريمز، دمج جميع مشغلي النقل العام في البلاد في تعاونية واحدة. بالإضافة إلى إيجد، كانت هناك عدد من التعاونيات الأخرى تعمل في البلاد. من أكبرها "داروم يهودا" التي تأسست في 1931 من خلال اتحاد بين تعاونية "داروم" وتعاونية "يهودا"، و"شاحر" (خدمات حيفا الكبرى) مؤسسة تجارية تأسست في ديسمبر 1947 من خلال اتحاد بين تعاونية "حڤير" وتعاونية "مشمار همفراتس" وعملت في حيفا.
بعد نقاشات مطولة واجتماعات حكومية عاصفة، تقرر في 1 نوفمبر 1951 دمج تعاونيات النقل العاملة في البلاد "شاحر" (العاملة في الشمال) و"إيجد" (العاملة في المركز) و"داروم يهودا" (العاملة في الجنوب) في تعاونية نقل واحدة باسم إ.ش.د. (إ - إيجد، ش - شاحر، د - داروم يهودا). وبعد بضعة أشهر من الاندماج، قررت إدارة إ.ش.د العودة إلى الاسم الأصلي الذي اقترحه بياليك، وهو "إيجد".
في يناير 1967، دمجت مع إيجد تعاونية "همكشير" العاملة في القدس. بعد هذا الدمج، أصبح لدى إيجد 2,200 حافلة و 7,000 سائق.
واجهت إيجد صعوبات اقتصادية في السبعينيات والثمانينيات. ونظرًا للخلاف بين إيجد ووزارة النقل حول حجم الدعم الذي تستحقه، نظم أعضاء التعاونية إضرابات.
في التسعينيات، قررت الحكومة تعزيز المنافسة في مجال النقل العام. ولتحقيق ذلك، طرحت العديد من خطوط النقل العام في مناقصات فازت بها شركات مختلفة، بما في ذلك شركات لم تكن تعمل سابقًا في إسرائيل. نتيجة لذلك، تقلصت أنشطة "إيجد" واضطرت إلى تسريح سائقين وموظفين وتقليص النفقات بعدة طرق. منذ ذلك الحين، عملت إيجد في مجال النقل الخاص، بالإضافة إلى مجالات أخرى ذات صلة مثل: خدمات ورش إصلاح الحافلات، وتشغيل محطات الحافلات المركزية، وتدريب سائقي الحافلات، وغيرها. وبالتالي، أصبحت إيجد مقاولًا فرعيًا لبعض شركات الحافلات الأخرى التي تنافسها في المناقصات والنقل الخاص.
في عام 2006، استحوذت إيجد على 51% من أسهم شركة النقل البلغارية "ترانستريومف"، وأصبحت المالك المسيطر عليها.

## هجمات
- هجمات حافلات فجة – 30 نوفمبر 1947: هجوم على حافلة كانت بطريقها من نتانيا إلى القدس، مما أسفر عن مقتل خمسة من ركاب الحافلة.
- هجوم ممر العقرب – 17 مارس 1954: هجوم مسلح أسفر عن مقتل 11 راكبًا في حافلة إيجد في معاليه عقربيم.
- عملية كمال عدوان – 11 مارس 1978: سيطر مسلحون على حافلة إيجد وبعد نهاية الاشتباك مع الشرطة قُتل 35 راكبًا.
- تفجير حافلة إيجد 405 – 6 يوليو 1989: سيطر مهاجم فلسطيني على حافلة إيجد ونجح بتوجيهها نحو هاوية ونتيجة لذلك تدحرجت ثم اشتعلت فيها النيران، قُتل 16 راكبًا.
- عملية الحافلة رقم 37 – 5 مارس 2003: عملية انتحارية نفذها فلسطيني من حركة حماس في حيفا، أسفرت عن مقتل 17 راكبًا.
- الانتفاضة الفلسطينية الثانية: تخللها عمليات انتحارية على الحافلات أسفرت عن مئات القتلى.
- مجزرة شفاعمرو – 4 أغسطس 2005: هي مجزرة قام بها الجندي الإسرائيلي نتان زادة في حافلة محملة بفلسطينيي الداخل وقتل 4 فلسطينيين وأصاب العشرات.

## خطوط خاصة

### خطوط ميهادرين

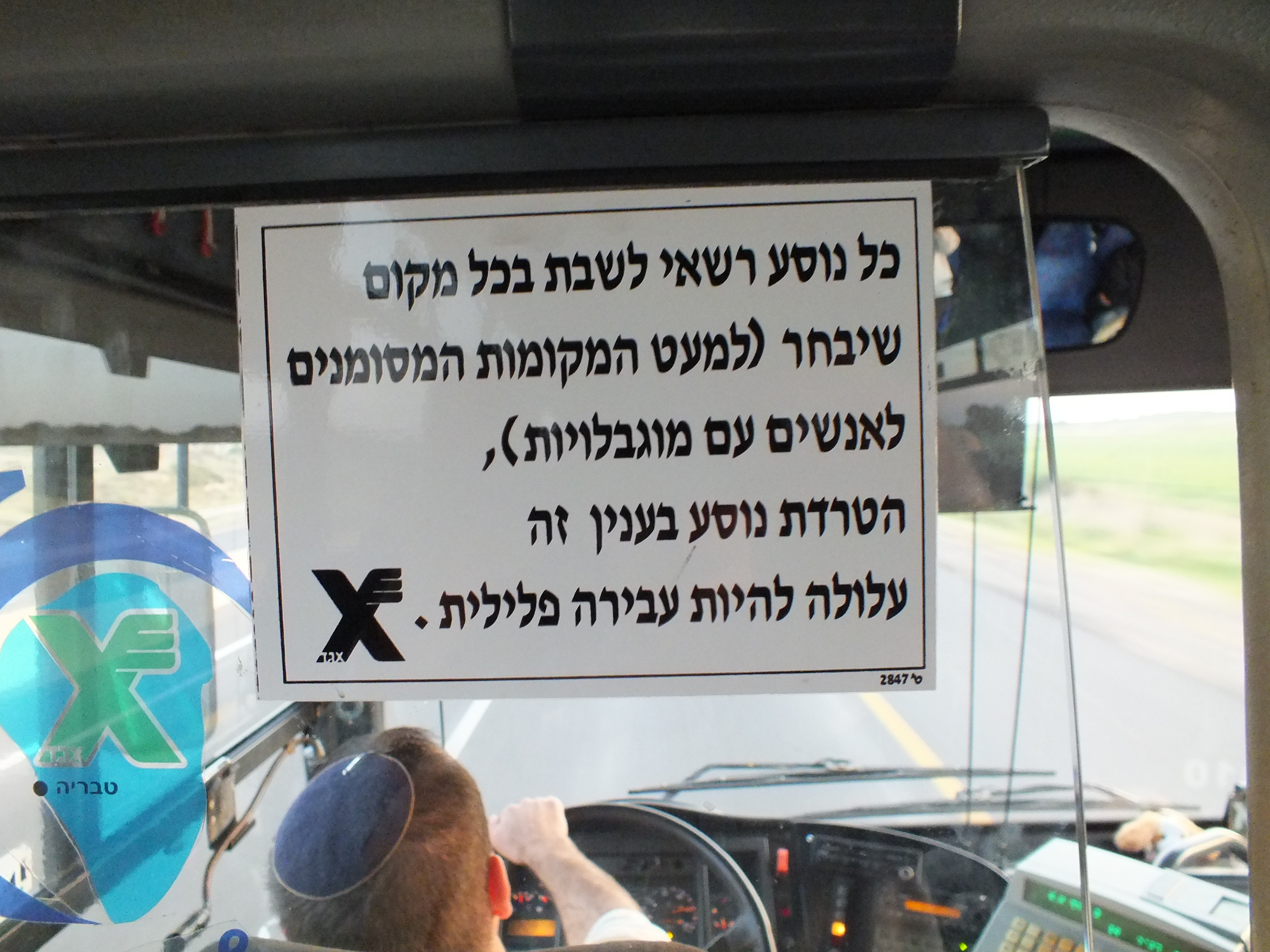
إعلان نشرته شركة إيجد بأمر من المحكمة العليا.

بين عامي 2000 و2011، شغّلت شركة إيجد خطوطًا خاصة تحت الاسم التجاري "خطوط مخصصة" والمعروفة باسم "خطوط ميهادرين"، لخدمة المجتمع الحريدي بالتنقل داخل وبين المدن. تُشير كلمة ميهادرين (بالعبرية: מהדרין) إلى التشدد باتباع الهالاخاه ومراعاة أدق التفاصيل. حيث كان يُفصل بين الجنسين في مقاعد الحافلة، وجرت العادة على أن تجلس النساء في مؤخرة الحافلة. في يناير 2011، أصدرت المحكمة العليا الإسرائيلية قرارًا اعتمدت فيه توصيات اللجنة التي شكلتها وزارة النقل، حيث نصّ القرار على أن الفصل الإجباري بين النساء والرجال في خطوط ميهادرين غير قانوني، وأن مضايقة المسافرات بسبب هذا الأمر أو بسبب ملابسهن قد تُعدّ جريمة جنائية.
ومع ذلك، سمح القرار بمواصلة ترتيب التقاط الركاب الذكور والإناث من الباب الخلفي للسماح بالانفصال الطوعي. كما قضت المحكمة بأن يكون السائقون مسؤولين عن ضمان تطبيق هذا القرار، وألزمت شركة إيجد بنشر إلغاء سياسة الفصل الإجباري في الصحف العامة والصحف الحريدية، ووضع لافتات على جميع الخطوط تُشير إلى أنّ "أي مسافر يحق له الجلوس في أي مكان يختاره (باستثناء المقاعد المخصصة للأشخاص ذوي الإعاقة)، وأن مضايقة مسافر في هذا الشأن قد تُعدّ جريمة جنائية".

### خطوط دولية
في 29 أبريل 1982 افتتحت إيجد خط دولي جديد إلى القاهرة عاصمة مصر، وأطلقت على الخط رقم 100. كانت تستغرق الرحلة حوالي 7 ساعات ونصف، لكن في الواقع كانت تستغرق أحيانًا أكثر من ذلك، بشكل أساسي بسبب تأخيرات في المعابر الحدودية. كانت تُكلّف التذكرة لاتّجاه واحد 17 دولارًا أمريكيًا، أما تذكرة الذهاب والإياب فكانت تكلف 32 دولارًا. في عام 1996 توقّف الخط عن العمل تمامًا، بسبب قلة عدد المسافرين وارتفاع تكاليف التشغيل.

## روابط خارجية
الموقع الرسمي